# Feminismo crítico de gênero

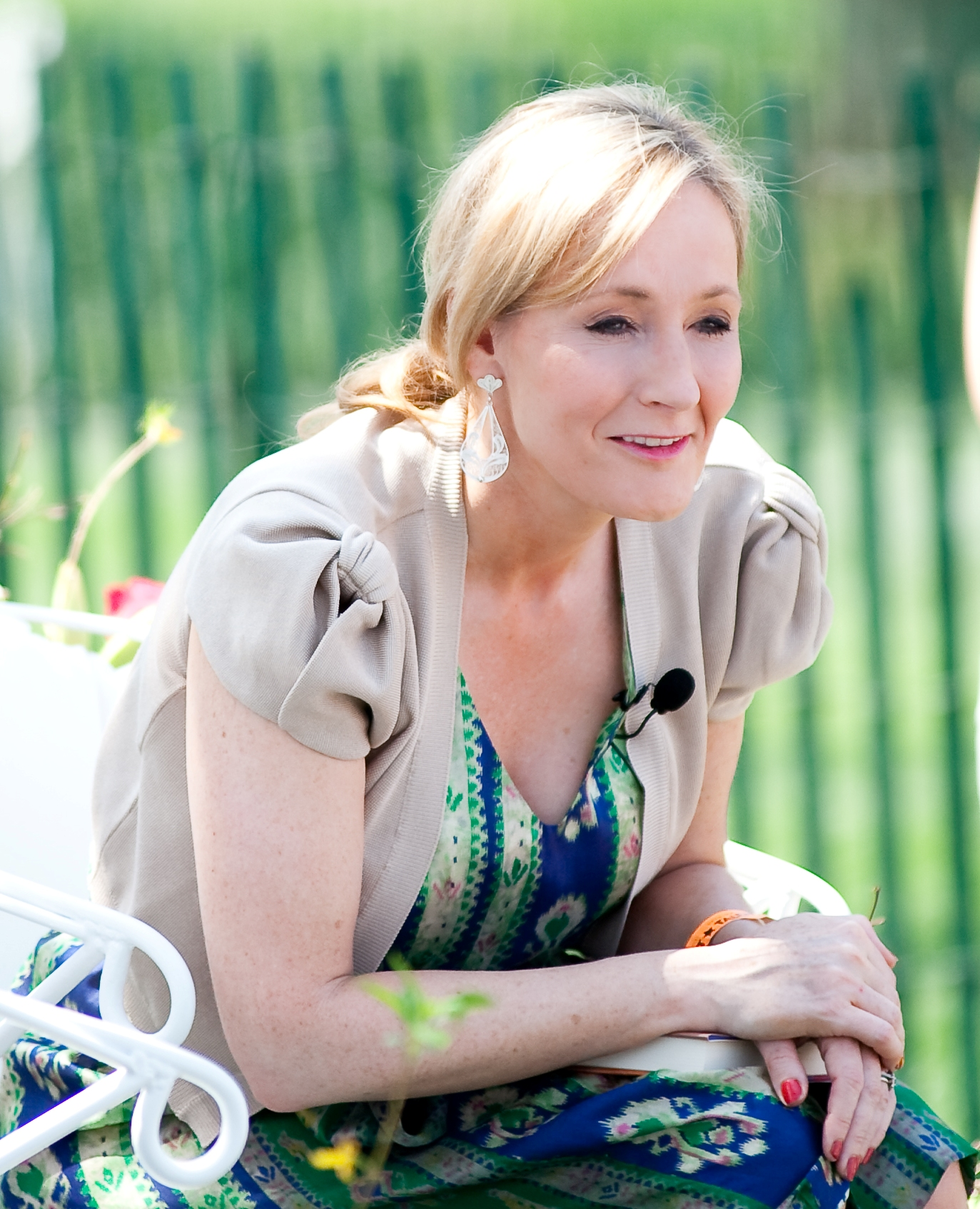
J. K. Rowling é uma importante feminista crítica de gênero no Reino Unido

Feminismo crítico de gênero (português brasileiro) ou género (português europeu), também conhecido como feminismo radical trans-excludente ou TERFismo, é uma ideologia ou movimento que se opõe ao que chama de "ideologia de gênero", o conceito de identidade de gênero e direitos transgêneros, especialmente a autoidentificação de gênero. As feministas críticas ao gênero acreditam que o sexo é biológico e imutável, ao mesmo tempo que acreditam que o gênero, incluindo tanto a identidade como papéis de gênero, são inerentemente opressivos. Eles rejeitam o conceito de identidades transgênero.
Originário de um movimento marginal dentro do feminismo radical, principalmente nos Estados Unidos, o feminismo radical trans-excludente alcançou destaque no Reino Unido e na Coreia do Sul, onde esteve no centro de controvérsias. Tem sido associada à promoção da desinformação e ao movimento antigênero. A retórica antigênero tem tido uma circulação crescente neste tipo de discurso feminista desde 2016, incluindo a utilização do termo “ideologia de género”. Em vários países, grupos feministas críticos de gênero formaram alianças com organizações de direita, de extrema-direita e antifeministas.
O feminismo crítico de gênero foi descrito como transfóbico por críticos e acadêmicos e é contestado por muitas organizações feministas, de direitos LGBT e de direitos humanos. O Conselho da Europa condenou associou essa ideologia a “ataques virulentos aos direitos das pessoas LGBTI” na Hungria, Polônia, Rússia, Turquia, Reino Unido e outros países. A ONU Mulheres descreveu o movimento crítico de gênero, entre outros movimentos, como movimentos antidireitos extremos que utilizam propaganda de ódio e desinformação.

## Terminologia

### Feminismo radical trans-excludente
A blogueira feminista radical cisgênero e trans-inclusiva Viv Smythe foi creditada por popularizar o termo "feminismo radical trans-excludente" em 2008 como uma abreviação online.  Foi usado para descrever uma minoria de feministas que defendem sentimentos que outras feministas consideram transfóbicos, incluindo a rejeição da visão predominante nas organizações feministas de que mulheres trans são mulheres, a oposição aos direitos transgêneros e a exclusão de mulheres trans em espaços e organizações femininas. Smythe também foi creditada por ter cunhado a sigla "TERF", devido a uma postagem de blog que ela escreveu reagindo à política do Michigan Womyn's Music Festival de negar a admissão de mulheres trans. Embora tenha sido criado como um descritor deliberadamente neutro, "TERF" é agora normalmente considerado depreciativo.

### Feminismo crítico de gênero
Claire Thurlow disse que, desde a década de 2010, houve uma mudança na linguagem de "TERF" para "feminismo crítico de gênero", que ela descreveu como um apito de cachorro para políticas antitrans. O pesquisador Aleardo Zanghellini argumenta que “o feminismo crítico de gênero defende a reserva de espaços femininos para mulheres cis”. Mauro Cabral Grinspan, Ilana Eloit, David Paternotte e Mieke Verloo descrevem o movimento como uma "autodefinição de alguns indivíduos e grupos rotulados como TERFs" e argumentam que o termo é problemático porque serve para reformular o ativismo antitrans.

## Pontos de vista

### Sexo e gênero
As feministas críticas ao gênero equiparam as "mulheres" ao que consideram ser uma "classe sexual feminina" e consideram que a opressão histórica e contemporânea das mulheres está enraizada no fato de serem mulheres, enquanto o "gênero" é um sistema de normas sociais que funciona para oprimir as mulheres com base no seu sexo. Eles acreditam que o sexo é biológico e não pode ser alterado e que a legislação de equidade que protege contra a discriminação baseada no sexo deve ser interpretada como referindo-se exclusivamente ao sexo biológico. Além disso, os críticos do gênero enfatizam a visão de que o sexo é binário, em oposição a um espectro contínuo, e que os dois sexos têm uma base objetiva e material, em oposição a serem construídos socialmente.
As feministas críticas ao gênero promovem a ideia de que o sexo é importante. Em Material Girls, Kathleen Stock discute quatro áreas nas quais expressa a opinião de que as diferenças associadas ao sexo são importantes, independentemente do gênero: saúde, esportes, orientação sexual e os efeitos sociais da heterossexualidade (como as disparidades salariais entre gêneros e a agressão sexual). Holly Lawford-Smith afirma: "O feminismo crítico de gênero não é 'sobre' trans. É sobre sexo." Já Lawford-Smith afirma que o movimento "tem implicações para uma ampla gama de questões feministas, não apenas identidade de gênero." Escrevendo sobre sua visão de uma "utopia feminista crítica de gênero", ela disse: "Embora ainda existam as mesmas pessoas que se consideram 'homens trans', 'mulheres trans' ou 'não binários' hoje, elas não usarão esses rótulos, porque 'feminino' será uma maneira como os homens podem ser, 'masculino' será uma maneira como as mulheres podem ser, e 'andrógino' será uma maneira como qualquer um pode ser."
No discurso crítico de gênero, os termos homem e mulher são usados como termos sexuais, não lhes sendo atribuído mais significado do que o de adulto humano masculino e adulto humano feminino, respectivamente, em contraste com as teóricas feministas que argumentam que estes termos incorporam uma categoria social distinta das questões de biologia (geralmente referida como gênero), com a masculinidade e a feminilidade a representarem características normativas das mesmas. A expressão “mulher humana adulta” tornou-se um slogan na política de crítica de gênero e foi descrita como transfóbica.

### "Direitos baseados no sexo"

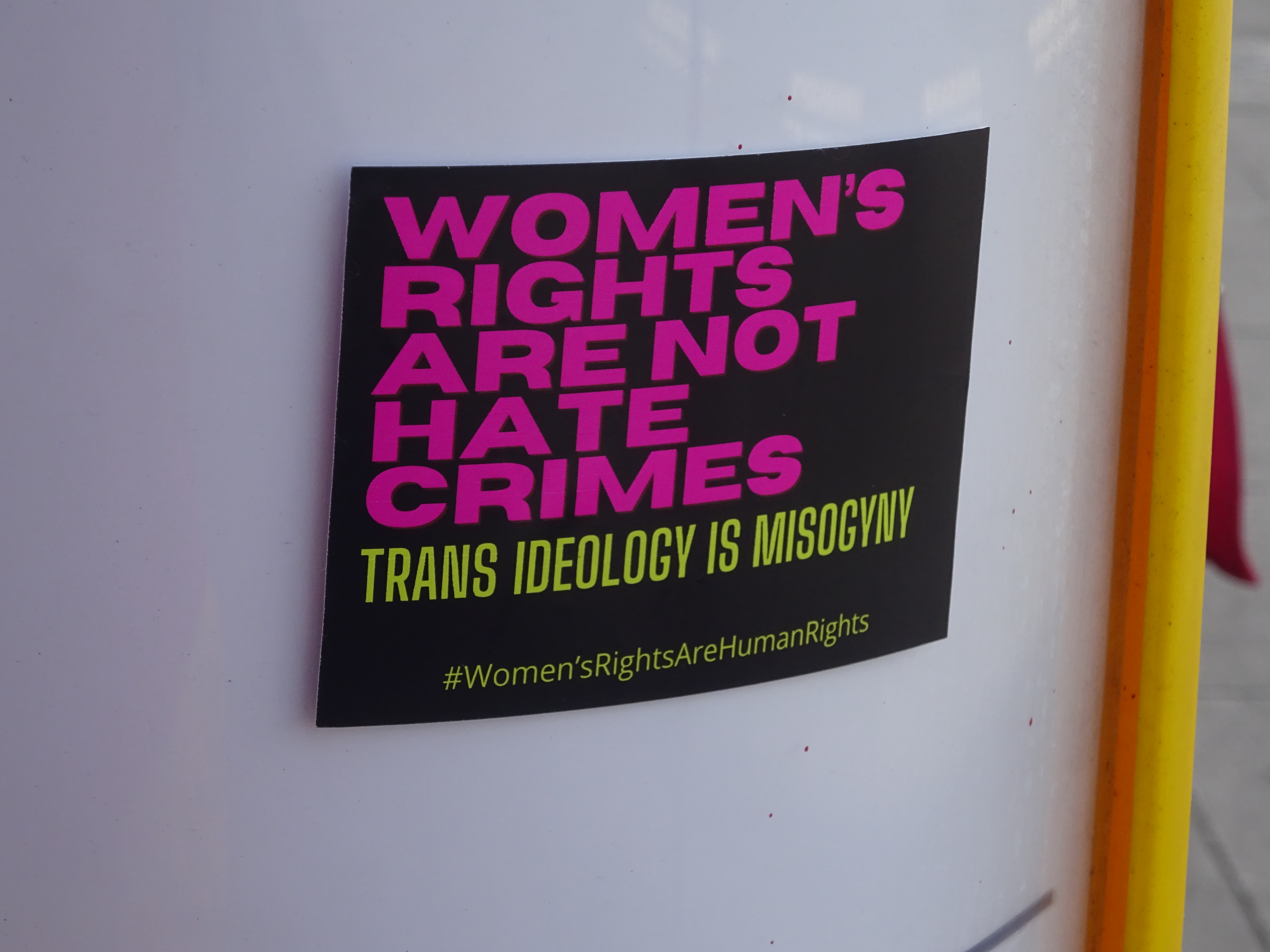
Um adesivo promovendo o feminismo crítico de gênero

As feministas críticas ao gênero defendem o que chamam de “direitos baseados no sexo”, argumentando que “os direitos humanos das mulheres são baseados no sexo” e que “estes direitos estão a ser corroídos pela promoção da ‘identidade de gênero’”.
A estudiosa dos direitos humanos Sandra Duffy descreveu o conceito de "direitos baseados no sexo" como "uma ficção com a pretensão de legalidade", observando que a palavra "sexo" no direito internacional dos direitos humanos não partilha as implicações da palavra "sexo" no discurso crítico de gênero e é amplamente aceite que também se refere ao gênero. Catharine A. MacKinnon observou que "o reconhecimento [de que a discriminação contra pessoas trans é discriminação com base no sexo, ou seja, gênero, o significado social do sexo] não coloca, ao contrário das alegações de feministas autoidentificadas antitrans, em perigo as mulheres ou o feminismo", eles expandem dizendo que "as mulheres não têm 'direitos baseados no sexo' no sentido afirmativo que alguns neste grupo parecem pensar".

### Socialização e não conformidade de gênero
As feministas antigênero geralmente veem o gênero como um sistema em que as mulheres são oprimidas por razões intrinsecamente relacionadas com o seu sexo e enfatizam a violência masculina contra as mulheres, particularmente envolvendo instituições como a indústria do sexo, como central para a opressão das mulheres. Os defensores destas opiniões afirmam frequentemente que as mulheres trans não podem ser plenamente mulheres porque lhes foi atribuído o sexo masculino à nascença e experimentaram algum grau de privilégio masculino. Germaine Greer disse que "não era justo" que "um homem que viveu 40 anos como homem e teve filhos com uma mulher e desfrutou dos serviços não remunerados de sua esposa, o que a maioria das mulheres nunca conhecerá, então decida que todo esse tempo ele foi uma mulher".
Essas ideias foram recebidas com críticas por parte de adeptos de outros ramos do feminismo. A socióloga Patricia Elliot argumenta que a visão de que a socialização de uma pessoa como menina ou mulher define a "experiência das mulheres" pressupõe que as experiências das mulheres cis são homogêneas e descarta a possibilidade de que mulheres trans e cis possam compartilhar a experiência de serem menosprezadas por sua feminilidade. Outros argumentam que as expectativas sobre o sexo atribuído a cada um são algo que lhes é imposto, começando na socialização precoce e os jovens transgênero, especialmente as crianças, muitas vezes sofrem um tratamento diferente e pior, envolvendo represálias pelo seu desvio.
A transfeminista Julia Serano se referiu à sugestão de que mulheres trans podem vivenciar algum grau de privilégio masculino antes da transição como "negar [a elas] o armário" e comparou isso a dizer que uma pessoa gay cisgênero vivenciava privilégio heterossexual antes de se assumir. Ela também comparou isso a se uma menina cisgênero fosse criada como um menino contra sua vontade e como os dois cenários tendem a ser vistos de forma diferente por um público cisgênero, apesar de serem experiências aparentemente semelhantes de uma perspectiva transfeminina.

### Transição de gênero
Em The Transsexual Empire (1979), a feminista Janice Raymond denuncia o ato de transição de gênero como um “estupro”, em virtude de “reduzir a forma feminina real a um artefato, apropriando-se desse corpo para si”. Helen Joyce descreveu as pessoas que passam por uma transição, quer sejam mais felizes por isso ou não, como "um enorme problema para um mundo são".
No seu próprio livro Gyn/Ecology (1979), publicado originalmente um ano antes, Mary Daly, que tinha sido supervisora da tese de Raymond, insistiu que, como a cirurgia de redesignação sexual não podia reproduzir os cromossomos femininos, o clitóris, a capacidade de dar à luz, a capacidade de menstruar ou uma história de vida feminina, não podia "produzir mulheres".:67–68 Sheila Jeffreys e Germaine Greer fizeram observações semelhantes. Daly apresentou a transição como o resultado de um desejo patriarcal grotesco de violar os limites naturais e imitar a maternidade, assimilando-a a um conceito mais amplo de "maternidade masculina", que também incluía o sacerdócio católico, e afirmou que representava uma tentativa tecnológica masculina de substituir completamente as mulheres.:71–72 Ela também comparou a ideia de que uma mulher trans poderia ser uma mulher apesar de não ter clitóris à ideologia por trás da "mutilação genital feminina africana".:167
Em resposta às observações de Elizabeth Grosz, a filósofa Eva Hayward caracterizou este tipo de visão como uma forma de dizer às pessoas trans que fizeram cirurgia de redesignação sexual: "Não existam".

### Condições intersexuais
A feminista radical Germaine Greer chamou mulheres com AIS XY de "homens" e "machos incompletos" em seu livro The Whole Woman, de 1999. Iain Morland respondeu que "ao tentar criticar a construção social da feminilidade e da intersexo, Greer privou precisamente aquelas pessoas que vivem na intersecção das duas categorias".   Greer admitiu em 2016 que definir homens e mulheres apenas com base nos cromossomos era errado.  Feministas críticas de gênero posteriores contestaram a prevalência de condições intersexuais, argumentando que a estimativa de Anne Fausto-Sterling de 1,7% compreende principalmente casos normalmente não considerados ambíguos "na genitália ou nos órgãos reprodutivos", como HAC não clássica, síndrome de Turner ou síndrome de Klinefelter .  Citando pesquisas que mostram uma prevalência muito menor, Kathleen Stock e Holly Lawford-Smith argumentaram que a existência de condições intersexuais não afeta a utilidade das categorias de sexo,   com Lawford-Smith dizendo que o termo "mulher designada ao nascer" foi "apropriado de pessoas com diferenças de desenvolvimento sexual" e "usado por ativistas trans para todos, embora em mais de 99% dos casos, como vimos, o sexo seja observado com precisão, não 'atribuído'". 
A maioria das organizações intersexuais subscreve uma perspectiva sociológica mista de sexo e género e, como a legislação e os assuntos trans se sobrepõem fortemente à legislação intersexual, as pessoas intersexuais estão frequentemente envolvidas no activismo trans .   As mulheres intersexuais que apresentam um fenótipo sexual misto enfrentam frequentemente ataques semelhantes aos das pessoas trans .  

### Orientação sexual
As feministas críticas ao género acreditam que os direitos dos transgéneros são uma ameaça aos direitos das pessoas homossexuais.  Lésbicas e feministas críticas ao género são uma minoria no Reino Unido: as sondagens mostram que as lésbicas cisgénero e as mulheres bissexuais estão entre os grupos mais inclusivos entre os transgénero na Grã-Bretanha. 
Kathleen Stock, por exemplo, disse que permitir que mulheres trans se autodenominem mulheres "ameaça uma compreensão segura do conceito 'lésbica '"  .  Magdalen Berns, cofundadora do grupo For Women Scotland, disse que "não existe lésbica com pênis" em relação à ideia de algumas mulheres trans serem lésbicas. 
Julie Bindel disse que mulheres transgênero não podem ser lésbicas, qualificando-as como homens heterossexuais tentando "entrar para o clube", e comparou o ativismo transgênero a homens que abusam sexualmente de mulheres lésbicas por rejeitarem seus avanços.  
Muitos outros grupos e especialistas críticos de género têm falado do movimento pelos direitos dos transgéneros como um movimento pelos direitos sexuais dos homens, concebido para pressionar as lésbicas a terem relações sexuais com mulheres trans.   
A teoria da autoginefilia de Ray Blanchard é um ponto de discussão recorrente no discurso TERF, onde geralmente é apresentada como ciência estabelecida. Ela caracteriza as identidades de gênero das mulheres trans como causadas pela orientação sexual ou desvio sexual .  A teoria nunca recebeu ampla aceitação em sexologia ou psicologia. 

### Terapia de conversão
Kathleen Stock argumentou que as definições de terapia de conversão e as proibições contra ela não deveriam incluir a terapia de conversão de identidade de gênero, com base no risco de criminalizar a "exploração terapêutica adequada" Grupos de campanha críticos ao gênero no Reino Unido, como o Sex Matters, descreveram a prestação de cuidados de afirmação de gênero para jovens transgênero como uma "terapia de conversão moderna" que apaga as identidades gays e argumentaram que deveria ser criminalizada. Feministas radicais trans-excludentes na França fizeram campanha contra a proibição da terapia de conversão, argumentando que a maioria dos adolescentes transgênero designados como mulheres à nascença não são realmente trans.
O Projeto Trevor e a Associação Internacional de Gays e Lésbicas declararam que "terapia crítica de gênero" é outro nome para terapia de conversão. Heron Greenesmith relatou que fóruns críticos de gênero compartilham listas de terapeutas cujo objetivo final é a rejeição da identidade trans para pais de jovens trans. O grupo crítico de gênero Genspect promove a “terapia exploratória de gênero”, que também é considerada uma forma de terapia de conversão. Eles argumentam que as identidades transgênero derivam de traumas não processados, abusos na infância, homofobia internalizada ou misoginia, fetichismo sexual e autismo.

## História

### História inicial (antes de 2000)
Embora as pessoas trans tenham sido ativas nos movimentos feministas na década de 1960 e antes, durante os anos 1970 começaram os conflitos entre algumas das primeiras feministas radicais sobre a inclusão de mulheres trans no feminismo.
Em 1973, ativistas feministas radicais trans-excludentes das Daughters of Bilitis votaram para expulsar Beth Elliott, uma mulher trans assumida, da organização. No mesmo ano, Elliott estava programada para se apresentar na Conferência Lésbica da Costa Oeste, que ela ajudou a organizar; um grupo de ativistas feministas radicais trans-excludentes que se autodenominavam Gutter Dykes distribuíram panfletos na conferência protestando contra sua inclusão e a palestrante principal Robin Morgan atualizou seu discurso para descrever Elliott como "uma oportunista, uma infiltradora e uma destruidora - com a mentalidade de um estuprador". Uma votação improvisada foi realizada com a maioria apoiando sua inclusão na conferência; quando Elliott posteriormente entrou no palco para se apresentar, as Gutter Dykes correram para o palco para atacá-la e atacaram os artistas Robin Tyler e Patty Harrison que intervieram para defendê-la.
No comício do Dia da Libertação da Christopher Street em 1973, feministas radicais trans-excludentes tentaram impedir Sylvia Rivera de falar. Jean O'Leary denunciou publicamente Sylvia Rivera por "parodiar a feminilidade" e a Lesbian Feminist Liberation distribuiu panfletos buscando manter "imitadores de mulheres" fora do palco.
Ativistas feministas radicais trans-excludentes protestaram contra a posição de Sandy Stone na Olivia Records, um coletivo musical separatista lésbico e trans-inclusivo. Em 1977, The Gorgons, um grupo paramilitar separatista lésbico e trans-excludente, ameaçou Stone de morte e compareceu ao evento armado, mas foi interceptado pela segurança. As crescentes ameaças contra o coletivo motivaram Stone a deixar o grupo.
O livro <i id="mwAcc">The Transsexual Empire</i>, de Janice Raymond, publicado em 1979, examinou o que ela considerava ser o papel da identidade transgênero no reforço dos estereótipos tradicionais de gênero, em particular as maneiras pelas quais o "complexo médico-psiquiátrico" estava medicalizando a identidade de gênero e o contexto social e político que contribuiu para a imagem do tratamento e da cirurgia de afirmação de gênero como medicina terapêutica. Raymond sustentou que isto se baseava nos "mitos patriarcais" da "maternidade masculina" e da "criação da mulher à imagem do homem", e que a identidade transgénero visava "colonizar a identificação feminista, a cultura, a política e a sexualidade". O livro prossegue dizendo que "todos os transexuais violam os corpos das mulheres reduzindo a forma feminina real a um artefato" e que "o problema do transexualismo seria melhor resolvido se fosse moralmente imposto o seu fim". Vários autores caracterizaram desde então este trabalho como transfóbico e constituindo discurso de ódio, além de carecer de qualquer base intelectual séria.(233–234)
Em 1991, Nancy Burkholder, uma mulher trans, foi expulsa do Michigan Womyn's Music Festival (MWMF), após se recusar a responder quando outra mulher lhe perguntou se ela era ou não transgênero. Esta remoção foi justificada pela instauração retroactiva de uma política de mulheres nascidas mulheres pelos organizadores do MWMF.(233–245)Para os eventos do MWMF de 1992 e 1993, Janis Walworth, uma feminista lésbica cisgênero, organizou um programa educacional e de extensão no MWMF, distribuindo panfletos intitulados "Mitos de Gênero". Durante o evento MWMF de 1993, Walworth foi informada pela segurança do evento que ela e qualquer mulher trans em seu grupo seriam obrigadas a deixar o evento "para sua própria segurança". Embora um grupo de lésbicas que participavam do festival tenha oferecido proteção e elas, o grupo de Walworth decidiu montar um acampamento de extensão do lado de fora dos portões do festival. Este acampamento, mais tarde conhecido como Camp Trans, continuou a fornecer educação e tentativas de divulgação enquanto protestava contra as práticas de exclusão trans do festival até o evento final do festival em 2015.

## Análise

### Análise acadêmica
As acadêmicas de estudos lésbicos Carly Thomsen e Laurie Essig observam que "a transgeneridade tem sido e é objeto de profunda hostilidade dentro de algumas formas marginalizadas de feminismo. O ceticismo entre as feministas antitrans anteriores, como Janice Raymond, sobre mulheres trans serem mulheres "reais" se transformou no feed do Twitter de J. K. Rowling, onde ela insistiu que mulheres trans não são mulheres. Essas ideias são, é claro, deploráveis, mas também são bastante marginais dentro dos estudos feministas e do ativismo nos EUA" 
Clair Thurlow observa que a linguagem mais explicitamente odiosa usada pelas primeiras feministas radicais transexcludentes não conseguiu obter apoio, forçando-as a adotar eufemismos e expressões populares como usar "pró-mulher" para significar "antitrans", "proteger direitos baseados no sexo" significava excluir pessoas trans e "feminismo radical transexcludente" se tornou "feminismo crítico de gênero". Isto permitiu que o feminismo trans-excludente parecesse razoável para a pessoa média, ao mesmo tempo que mantinha os seus significados antitrans.
As estudiosas de estudos de gênero Serena Bassi e Greta LaFleur observaram que o TERFismo começou como um grupo marginal entre feministas culturais de língua inglesa na década de 1970, que cresceu rapidamente devido à exposição na mídia.
Cristan Williams observa que o feminismo radical tem sido historicamente predominantemente trans-inclusivo e considera as visões trans-excludentes uma visão minoritária ou marginal dentro do feminismo radical.
Carrera-Fernández e DePalma argumentaram que "os discursos populares cada vez mais beligerantes promovidos pelos grupos TERF desde a década de 1970 [estão] apropriando-se de discursos feministas para produzir argumentos que contradizem as premissas básicas do feminismo".
Henry F. Fradella disse que a maioria das feministas contemporâneas apoiam as pessoas trans e que as feministas críticas de gênero são um grupo pequeno, mas expressivo, que acredita que os direitos trans ameaçam os direitos das mulheres cis. A maioria dos argumentos críticos de gênero para essa crença, ele diz, são falsos e "interpretam mal ou ignoram dados empíricos das ciências naturais e sociais". O feminismo crítico de género põe em risco a igualdade jurídica e contribui para a criminalização das pessoas trans.
Em julho de 2018, Sally Hines, professora de sociologia e estudiosa de gênero da Universidade de Leeds, escreveu na The Economist que o feminismo e os direitos trans foram falsamente retratados como conflitantes por uma minoria de feministas antitransgênero, que frequentemente "reforçam o clichê extremamente ofensivo da mulher trans como um homem travestido que é um perigo para as mulheres". Hines criticou essas feministas por alimentarem "retórica de paranoia" contra pessoas trans, dizendo que elas abandonam ou minam princípios feministas em suas narrativas antitrans, como autonomia corporal e autodeterminação de gênero e empregam "modelos reducionistas de biologia e entendimentos restritivos da distinção entre sexo e gênero" em defesa de tais narrativas. Concluiu com um apelo ao reconhecimento explícito do feminismo antitransgênero como uma violação da igualdade e da dignidade e "uma doutrina que vai contra a capacidade de realizar uma vida habitável ou, muitas vezes, uma vida em si".
Briar Dickey observa que "o discurso britânico 'feminista radical trans-excludente' (TERF) tem sido frequentemente contextualizado no pensamento feminista radical marginal", e argumenta que "a contextualização do discurso TERF contemporâneo como uma extensão e evolução do feminismo marginal de segunda onda [...] negligencia sua relação com uma onda internacional mais ampla de sentimento antitransgênero" ancorada em movimentos conservadores e religiosos.
O pesquisador Aleardo Zanghellini argumenta que "o feminismo crítico de gênero defende a reserva de espaços femininos para mulheres cis", bem como que "muitos problemas no pensamento crítico de gênero são consistentes com a explicação de que o estruturalismo paranóico é muitas vezes pressuposto no trabalho crítico de gênero".
Mauro Cabral Grinspan, Ilana Eloit, David Paternotte e Mieke Verloo não gostam da expressão “feminismo crítico de gênero”, dizendo que ela permite que feministas trans-excludentes reformulem o ativismo transfóbico.

### Relação com o movimento antigênero
Bassi e LaFleur escrevem que “o movimento feminista transexcludente (TERF) e o chamado movimento antigênero raramente são distinguidos como movimentos com constituições e objetivos distintos”. Pearce et al. observam que o conceito de “ideologia de gênero” “viu uma circulação crescente no discurso feminista radical transexcludente” por volta de 2016. Claire House observou em 2023 que “as principais correntes dentro dos movimentos feministas e de mulheres trans excludentes se envolvem cada vez mais em ações colaborativas com coalizões antigênero centradas no populismo de direita, que incluem atores religiosos, conservadores e extremistas de direita”. Claire Thurlow escreve que “apesar dos esforços para obscurecer o ponto, o feminismo crítico de gênero continua a se basear em tropos transfóbicos, pânicos morais e entendimentos essencialistas de homens e mulheres. Esses fatores também continuam a vincular o feminismo transexcludente à política reacionária antifeminista e a outros movimentos 'antigênero'".
A ONU Mulheres descreveu os movimentos críticos de gênero, antigênero e de direitos dos homens como movimentos antidireitos que se sobrepõem em oposição ao que eles descrevem como "ideologia de gênero", que a agência descreveu como "um termo usado para se opor ao conceito de gênero, direitos das mulheres e direitos das pessoas LGBTIQ+ em geral". Eles argumentaram que esses grupos tentaram "enquadrar a igualdade para mulheres e pessoas LGBTIQ+ como uma ameaça aos chamados valores familiares 'tradicionais'" e os vincularam à "propaganda odiosa e desinformação para atingir e tentar deslegitimar pessoas com orientações sexuais, identidades de gênero, expressões de gênero e características sexuais diversas".

### Alianças políticas com conservadores e extrema direita
Algumas feministas radicais trans-excludentes nos Estados Unidos aliaram-se a grupos e políticos conservadores ou de extrema-direita que se opõem à legislação que expandiria os direitos dos transgêneros. Segundo der Freitag: "As posições da TERF são agora ouvidas principalmente por conservadores e extremistas de direita."
A filósofa feminista Judith Butler descreveu os movimentos antigênero como tendências fascistas e alertou as feministas autodeclaradas para não se aliarem a tais movimentos visando pessoas trans, não binárias e de queer. Butler disse que "é doloroso ver que a posição de Trump de que o gênero deve ser definido pelo sexo biológico e que o esforço evangélico e católico de direita para expurgar o 'gênero' da educação e das políticas públicas está de acordo com o regresso das feministas radicais trans-excludentes ao essencialismo biológico". Sophia Siddiqui, editora adjunta da Race &amp; Class, argumentou que as feministas 'críticas ao gênero' apoiam forças de extrema-direita que gostariam de abolir completamente as proteções antidiscriminação e que isso "poderia ter um efeito prejudicial nos movimentos feministas e LGBT globais ao reforçar as ideias conservadoras sobre gênero e sexualidade". A Canadian Anti-Hate Network afirmou que, apesar de se autodenominarem feministas, os grupos TERF colaboram frequentemente com grupos conservadores e de extrema-direita. Serena Bassi e Greta LaFleur observam que "os movimentos críticos de gênero retomam frequentemente a conhecida oposição populista de direita entre 'as elites globais corruptas' e 'o povo'", notando a semelhança das crenças críticas de género com as "teorizações da conspiração de extrema-direita".
O estudioso de estudos de gênero C. Libby salientou as "conexões crescentes entre o feminismo radical trans-excludente, a escrita "crítica de gênero" e a retórica cristã evangélica transfóbica".
Em janeiro de 2019, a Heritage Foundation, um think tank conservador norte-americano, organizou um painel de feministas radicais que se opunham à Lei da Igualdade dos EUA. Heron Greenesmith, da Political Research Associates, um think tank liberal americano, disse que a mais recente iteração de colaboração entre conservadores e feministas antitransgênero é, em parte, uma reação aos "ganhos incríveis" da comunidade trans em direitos civis e visibilidade e que feministas antitransgênero e conservadores capitalizam uma "retórica de mentalidade de escassez" pela qual os direitos civis são retratados como uma mercadoria limitada e devem ser priorizados para mulheres cisgênero em detrimento de outros grupos. Greenesmith comparou esta retórica à táctica da direita de priorizar os direitos dos cidadãos sobre os não cidadãos e dos brancos sobre as pessoas de cor. Bev Jackson, uma das fundadoras da LGB Alliance, argumentou que “trabalhar com a Heritage Foundation é, por vezes, o único curso de ação possível”, uma vez que “o silêncio da esquerda sobre o gênero nos Estados Unidos é ainda pior do que no Reino Unido”.
Em um artigo de 2020 no Lambda Nordica, Erika Alm da Universidade de Gotemburgo e Elisabeth L. Engebretsen da Universidade de Stavanger, disseram que havia "uma convergência crescente, e às vezes alianças conscientes, entre feministas críticas de gênero, conservadores religiosos e sociais, bem como políticos de direita e até mesmo movimentos neonazistas e fascistas" e que a convergência estava ligada à "sua dependência de uma compreensão essencializada e binária de sexo e/ou gênero, frequentemente denominada 'bioessencialismo'". Engebretsen descreveu o movimento como uma “ameaça complexa à democracia”. Outro artigo de 2020, na The Sociological Review, disse que "a linguagem da 'ideologia de gênero' se origina em discursos antifeministas e antitrans entre cristãos de direita, com a Igreja Católica atuando como um importante agente nucleador" e disse que o termo "viu uma circulação crescente no discurso feminista radical trans-excludente" por volta de 2016. Afirmou ainda que “um número crescente de ativistas antitrans associados a movimentos feministas radicais alinharam-se abertamente com organizações antifeministas”.
Em um artigo de 2021 na Signs: Journal of Women in Culture and Society, Hil Malatino, da Universidade Estadual da Pensilvânia, disse que o "feminismo 'crítico de gênero'" nos Estados Unidos "começou a construir uma coalizão com a direita evangélica em torno da codificação legal do sexo como um binário biológico" e que "a mídia popular enquadra a transfobia como parte de uma resposta racional, esclarecida e pragmática ao que é chamado de 'lobby trans' e 'culto trans'". Outro artigo de 2021, em Law and Social Inquiry, disse que "uma coligação de organizações jurídicas conservadoras cristãs, fundações conservadoras, funcionários da administração Trump, legisladores do Partido Republicano e feministas radicais trans-excludentes se reuniram para redefinir o direito à privacidade a serviço da política antitransgênero" e que "os conservadores sociais lançaram a questão como uma questão de equilíbrio entre duas reivindicações de direitos concorrentes, em vez de uma de animosidade total contra uma população de minoria de gênero".

### Informações falsas e desinformação
T. J. Billiard, no seu artigo sobre "estratégias TERF", afirmou que "a informação falsa — ou, mais especificamente, a desinformação — sobre tópicos trans tornou-se a característica definidora do discurso público sobre os direitos dos transgêneros". Cilia Willem et al. observaram num artigo sobre o discurso feminista crítico de gênero na Espanha que "as narrativas antitrans online [...] usam ataques, desinformação e autodefesa como estratégia de comunicação, em vez de debate ou diálogo". Alyosxa Tudor escreveu que “a desinformação estratégica como [um] acelerador” tem sido usada para impulsionar “agendas odiosas e antidemocráticas”.

## Controvérsias

### Liberdade acadêmica
O conflito entre feministas críticas de gênero e outras feministas e ativistas dos direitos transgêneros resultou em controvérsias nas quais os princípios da liberdade acadêmica foram invocados. Kathleen Lowrey, que teria sido demitida de seu cargo adicional como presidente associada de programas de graduação do departamento de antropologia da Universidade de Alberta após exibir pôsteres críticos de gênero na porta de seu escritório, ensinar material crítico de gênero em sala de aula e aparecer no meio de um evento de antologia queer administrado por alunos para iniciar discussões sobre "a existência e validade de pessoas trans com um homem trans na sala", publicou um artigo no Archives of Sexual Behavior dizendo que achou particularmente angustiante que "quase todos os meus agressores públicos mais entusiasmados fossem mulheres acadêmicas feministas" e que as feministas críticas de gênero "enraízam sua análise na materialidade do sexo biológico e consideram a opressão das mulheres como ligada ao controle da reprodução. No atual ecúmeno acadêmico, isso os alinha em alguns aspectos com acadêmicos que são tradicionais e conservadores, e explica por que eles, como os conservadores, estão tão frequentemente em apuros com suas instituições nas condições atuais".
Carolyn Sale, do Centro para a Liberdade de Expressão da Universidade Ryerson, condenou a decisão da universidade, dizendo que "a ideia de que, em silêncio, a portas fechadas, os estudantes podem apresentar queixas que não precisam de ser provadas como verdadeiras e podem fazê-lo para proteger a sua "segurança" deveria alarmar-nos a todos".
Em setembro de 2022, Laura Favaro publicou um artigo no Times Higher Education discutindo sua pesquisa sobre o clima do debate entre acadêmicos. Observando que entrevistou 50 acadêmicas feministas em estudos de gênero com uma variedade de opiniões sobre o assunto, Favaro afirmou que "as minhas discussões não me deixaram dúvidas de que uma cultura de discriminação, silenciamento e medo se instalou nas universidades da Inglaterra e em muitos países para além destes". Mais tarde, Favaro iniciou um processo de discriminação contra a City, University of London, afirmando que ela havia sido "ostracizada em seu local de trabalho e negada ao acesso aos seus dados de pesquisa" após a publicação de seu artigo. A universidade respondeu com uma declaração de que tinha uma "obrigação legal de proteger a liberdade de expressão, que levamos muito a sério". Também levou muito a sério as suas “obrigações em matéria de ética e integridade” e deixou claro que “quaisquer dados pessoais processados no decurso de qualquer investigação [deveriam ser] processados em conformidade com a legislação de protecção de dados”.

### Conflitos com outros grupos feministas e pró-igualdade
Em fevereiro de 2020, 28 grupos feministas e LGBT na França assinaram uma declaração intitulada Toutes des femmes denunciando o feminismo trans-excludente, dizendo que "questões disfarçadas de 'preocupações legítimas' rapidamente dão lugar a ataques mais violentos" e que "é um movimento ideológico confusionista e conspiratório usando a capa do feminismo para interromper lutas feministas reais. A declaração também foi assinada por mais de 100 grupos feministas, LGBT e progressistas adicionais. Em maio de 2021, mais de 110 organizações de mulheres e direitos humanos no Canadá assinaram uma declaração afirmando que "rejeitam veementemente a retórica e a ideologia perigosas e intolerantes defendidas pelas 'feministas' radicais trans-excludentes (TERFs)", dizendo que "as pessoas trans são uma força motriz em nossos movimentos feministas e fazem contribuições incríveis em todas as facetas de nossa sociedade".
Judith Butler disse em 2020 que o feminismo radical trans-excludente é "um movimento marginal que procura falar em nome do mainstream e que a nossa responsabilidade é recusar que isso aconteça".
Em 2021, o Comitê para a Igualdade e Não Discriminação do Conselho da Europa publicou um relatório intitulado Combater o ódio crescente contra as pessoas LGBTI na Europa, que condenou "as narrativas altamente preconceituosas anti-gênero, críticas ao gênero e antitrans que reduzem a luta pela igualdade das pessoas LGBTI ao que estes movimentos caracterizam deliberadamente como 'ideologia de género' ou 'ideologia LGBTI'" e que afirmou que havia "uma ligação direta entre a heteronormatividade e o heterossexismo, por um lado, e os crescentes movimentos antigênero e críticos ao gênero". O relatório constituiu a base da Resolução 2417, adotada em janeiro de 2022.
No final de Janeiro de 2018, mais de 1000 feministas irlandesas, incluindo vários grupos como o Centro de Gênero, Feminismos e Sexualidades do University College Dublin, assinaram uma carta aberta condenando uma reunião planeada na Irlanda sobre as reformas da Lei de Reconhecimento de Gênero do Reino Unido, organizada por um grupo britânico que se opunha às reformas. A carta afirmava que “[as] pessoas trans e, em particular, as mulheres trans são uma parte inextricável da nossa comunidade feminista” e acusava o grupo britânico de colonialismo.
A socióloga Kelsy Burke argumentou que "as TERFs não estão alinhadas com a maioria das feministas" e escreveu que "a maioria das feministas americanas está longe de ser trans-excludente e há muito tempo está entre os grupos que mais apoiam a igualdade LGBTQ".

### Mídias sociais
A controversa comunidade do Reddit r/GenderCritical ganhou reputação como um espaço antitrans. Em junho de 2020, o site foi banido abruptamente por violar novas regras contra "promover ódio". Os membros criaram uma comunidade semelhante chamada Ovarit.